# St. Matthäus (Düsseldorf)

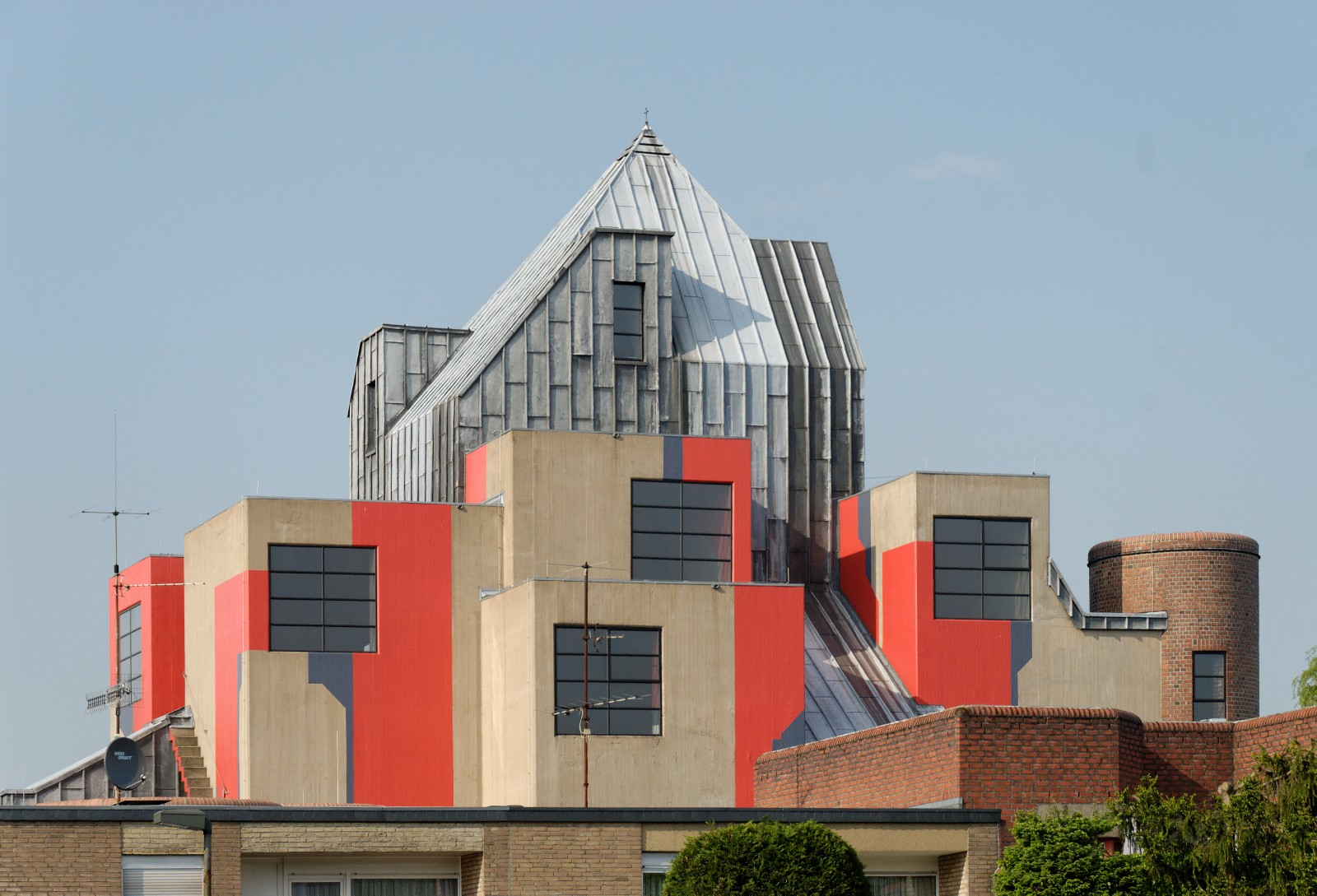
St. Matthäus von Süden

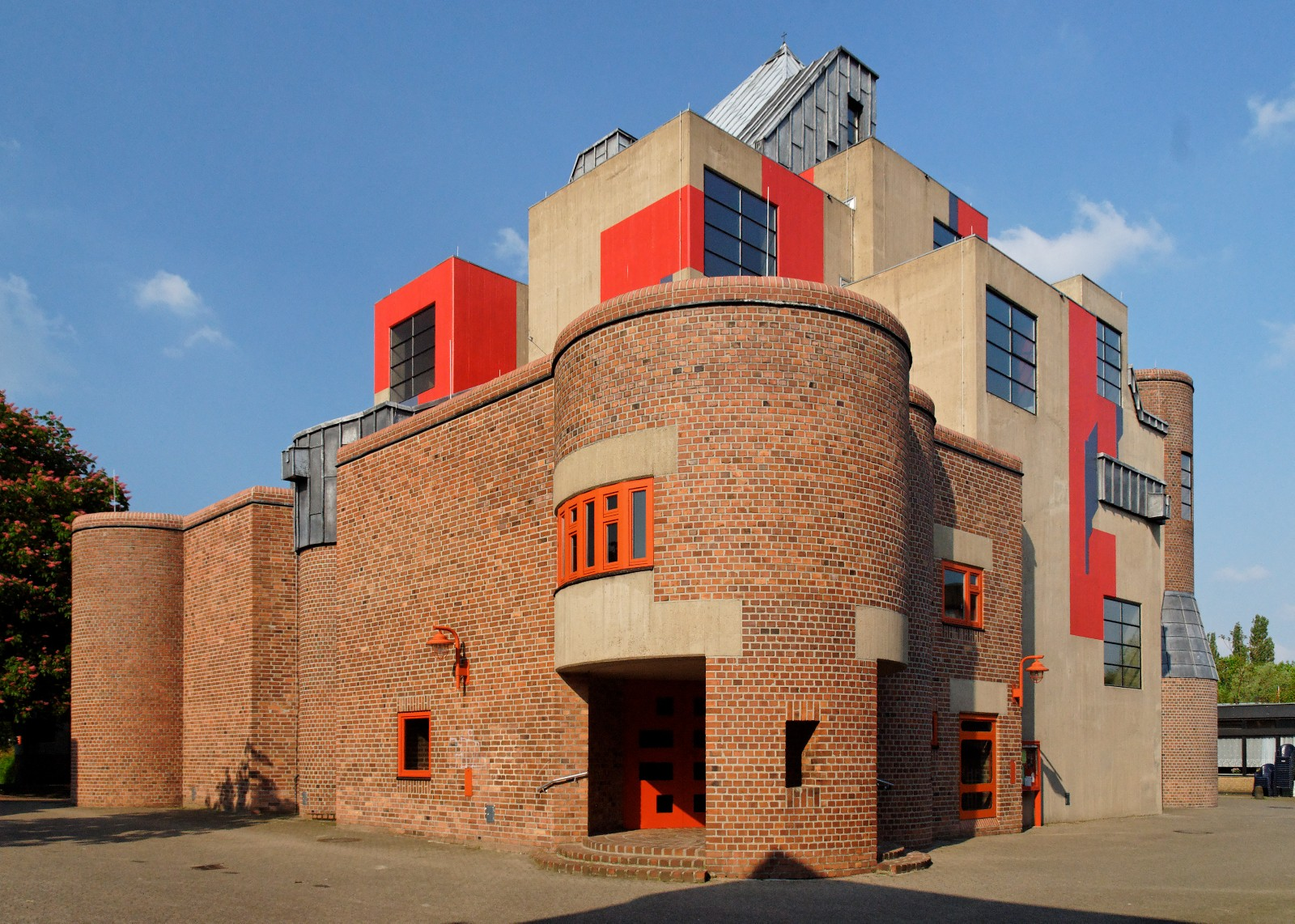
Südwestansicht

St. Matthäus ist eine katholische Pfarrkirche im Südwesten des Düsseldorfer Stadtteils Garath. Sie wurde 1968–1970 nach Plänen von Gottfried Böhm erbaut und wird zu den bedeutenden Beispielen der modernen Kirchenarchitektur gerechnet.

## Architektur
Die Kirche und das sie umgebende und 1972 fertiggestellte südöstliche Wohnviertel von Garath entstanden gleichzeitig während des vierten Bauabschnittes des sich seit 1961 entwickelnden neuen Stadtteils im Düsseldorfer Süden. Zusammen mit der Seniorenwohnanlage St. Hildegardis und der Hildegardiskapelle bildet das Kirchenbauwerk ein markantes städtebauliches Ensemble im Zentrum des Viertels. Am 31. Mai 1969 wurde der Grundstein der Kirche gelegt. Böhm schuf in einer persönlichen Formensprache ohne Symmetrien, unter kreativer Anspielung auf romanische Stilelemente, ein unverwechselbares Wahrzeichen für Garath. St. Matthäus ist im Erdgeschoss vorwiegend aus Backstein, in der Höhe aus Sichtbeton errichtet. 1989 wurde die Kirche saniert: Die äußeren Sichtbetonflächen wurden gereinigt, Schadstellen und Risse ausgebessert. Auf alle schrägen Dachflächen wurde eine Lattenkonstruktion mit einer Wärmedämmschicht montiert, die nach außen mit 2 mm dicken Bleiplatten abgeschlossen ist. Große Flächen des Äußeren und auch des Inneren wurden in rot, blau und auch in weiß gestrichen, was anfangs zu überwiegend kritischen Reaktionen führte.
Die rechteckige Grundrissform mit Gemeindebereich im Westen und Altar im Osten ist durch vielfache Abweichungen und Auflockerungen bis zur Unkenntlichkeit variiert. Im Aufbau kontrastieren ineinandergeschachtelte Quader mit unregelmäßig angeordneten Konchen und Rundtürmen unterschiedlicher Höhe und Stärke. Über dem Altar, östlich vom geometrischen Mittelpunkt des Gebäudes, erhebt sich wie ein romanischer Vierungsturm ein mehrfach gebrochenes Zeltdach, dessen Spitze als höchster Punkt des Gesamtkomplexes ein kleines Kreuz trägt. Auf dem Dach ist ein ebenfalls von Gottfried Böhm entworfener Wetterhahn angebracht.
Der bis in 23 m Höhe reichende, unkonventionell gestaltete Innenraum bietet sowohl für die Liturgie wie für die persönliche Andacht einen Rahmen.
Von der Ausstattung ist eine Holzplastik von Fritz Schäfer erwähnenswert, die auf das Matthäus-Patrozinium Bezug nimmt. Die vom Kölner Künstler und Bildhauer Matthias Heiermann entworfene  Tabernakelsäule im südöstlichen Turm aus Ziegelstein mit eingelassenen Rheinkieseln wurde 1995 errichtet. Das Kreuz über dem Altar wurde von Matthias Heiermann (Köln) entworfen und hängt seit 1997 über dem Altar. Der Kreuzweg aus Bronze des Künstlers Karl-Heinz Stoll aus dem Ammertal hat seinen Platz im nordöstlichen Turm.

## Orgel
Die Orgel wurde vom Orgelbauer Albert Fabritius aus Kaiserswerth erbaut als Instrument für die Ausbildung von Organisten in der Robert Schumann Hochschule. 1975 wurde sie der Gemeinde geschenkt. Das Schleifladen-Instrument hat 13 Register auf zwei Manualen und Pedal. Die Spieltrakturen sind mechanisch, die Registertrakturen elektrisch.
| I Hauptwerk C–g3 |           |       |
| 1.               | Prinzipal | 8′    |
| 2.               | Gedackt   | 8′    |
| 3.               | Octave    | 4′    |
| 4.               | Nachthorn | 2′    |
| 5.               | Mixtur V  | 1 ⁄3′ |

| II Brustwerk C–g3 |           |        |
| 6.                | Rohrflöte | 8′     |
| 7.                | Flöte     | 4′     |
| 8.                | Prinzipal | 4′     |
| 9.                | Terz      | 1 3⁄5′ |
| 10.               | Zimbel IV | 1⁄2′   |

| Pedalwerk C–f3 |               |     |
| 11.            | Subbass       | 16′ |
| 12.            | Gemshorn      | 8′  |
| 13.            | Holzprinzipal | 4′  |

- Koppeln: II/I, I/P, II/P
- Anmerkungen:

1. ↑  Register ohne Pfeifenbestand

## Gemeinde
St. Matthäus war zunächst eine Filialkirche der Pfarrgemeinde St. Norbert, dessen Pfarrkirche im nordwestlichen Viertel mit dem Bau des sich südlich an Garath anschließenden Stadtteils Hellerhof an den Rand des vergrößerten des Pfarrgebietes geriet. Die wegen des Priestermangels und Rückgangs der Kirchenmitglieder ohnehin erforderliche Kooperation der beiden katholischen Pfarreien in Garath wurde genutzt um auch das Problem der Randlage des Pfarrzentrums zu beheben. So fusionierten am 1. Januar 2007 die Pfarreien St. Norbert und St. Theresia zur neuen Pfarrgemeinde St. Matthäus mit Pfarrbüro und Pfarrkirche im Garather Südwest-Viertel in zentraler Lage des heutigen Pfarrgebietes.
In Hellerhof unterhält die Pfarrei die Jugendfreizeiteinrichtung St. Matthäus und das Johannes-Haus als Versammlungsstätte, in dem auch jeweils am dritten Sonntag im Monat mit der „Messe pur“ ein besonderer Gottesdienst gefeiert wird.